# Mauricio Robles
Pour les articles homonymes, voir Roblès.
Mauricio Antonio Robles (né le 5 mars 1989 à Valencia, Carabobo, Venezuela) est un lanceur de relève gaucher des Ligues majeures de baseball jouant avec les White Sox de Chicago.

## Carrière
Mauricio Robles signe son premier contrat professionnel en 2006 avec les Tigers de Détroit. Il amorce sa carrière en ligues mineures la même année et, avant d'avoir gradué dans les majeures, change de club à la suite d'un échange. Le 31 juillet 2009, Robles et Luke French passent aux Mariners de Seattle en échange de Jarrod Washburn, dans une transaction qui n'implique que des lanceurs gauchers.

### Phillies de Philadelphie
Après trois ans et demi en ligues mineures dans l'organisation des Mariners, Robles est réclamé au ballottage par les Phillies de Philadelphie le 14 décembre 2012.
Le lanceur de relève fait ses débuts dans le baseball majeur avec Philadelphie le 3 septembre 2013. Il lance 4 manches et deux tiers en 3 sorties pour Philadelphie à la fin de la saison et enregistre 6 retraits sur des prises au cours de cette brève séquence. Il n'accorde qu'un point mérité, pour une moyenne de 1,93.

### White Sox de Chicago
Agent libre après la saison, il rejoint le 24 novembre 2013 les White Sox de Chicago.